# Damblainville
Damblainville (dɑ̃.blɛ̃.vilⓘ) es una población y comuna francesa, situada en la región de Baja Normandía, departamento de Calvados, en el distrito de Caen y cantón de Falaise-Sud.

## Clima
En 2010, el clima de la comuna es un clima oceánico degradado de las llanuras centrales y septentrionales, según un estudio del Centre National de la Recherche Scientifique (CNRS) basado en una serie de datos que abarcan el periodo 1971-2000. En 2020, Météo-France publicó una tipología de los climas de la Francia continental en la que el municipio está expuesto a un clima oceánico y se encuentra en la región climática de Normandía (Cotentin, Orne), caracterizada por precipitaciones relativamente elevadas (850 mm/año) y un verano fresco (15,5 °C) y ventoso.
En el periodo 1971-2000, la temperatura media anual fue de 10,5 °C, con una amplitud térmica anual de 12,5 °C. La precipitación media total anual es de 691 mm, con 11,5 días de precipitación en enero y 7,2 días en julio. Para el periodo 1991-2020, la temperatura media anual registrada en la estación meteorológica local es de 11,6 °C, y la precipitación media anual acumulada es de 716,8 mm. Para el futuro, los parámetros climáticos del municipio estimados para 2050 según diferentes escenarios de emisión de gases de efecto invernadero pueden consultarse en una página web específica publicada por Météo-France en noviembre de 2022.

## Demografía
| 165 | 171 | 230 | 220 | 193 | 189 |
| Para los censos de 1962 a 1999 la población legal corresponde a la población sin duplicidades (Fuente: INSEE [Consultar]) |     |     |     |     |     |